# Dubbele roofmoord van Nijega
De dubbele roofmoord van Nijega was een roofmoord in de 19e eeuw in Nederland. Een bejaard boerenechtpaar werd vermoord en beroofd door drie mannen, een vader, zoon en neef. Zij werden hiervoor als eersten in Nederland tot de levenslange gevangenisstraf veroordeeld.

## Betrokkenen

### Slachtoffers
Het bejaarde echtpaar Wietze Tjeerds Hiddema en Sietske Wopkes Sietzema, een volle neef en nicht van elkaar, woonde in een boerderij op de Hegewei in Nijega. Het waren zuinige, welgestelde boerenlieden, beiden rond de 70 jaar.

### Daders
Lammert Teijes Dalstra (59 jaar oud tijdens de moord) woonde met zijn tweede vrouw en zijn jongste zoon Marcus Lammerts Dalstra (25 jaar) in het gebied dat toen Surhuisterveenseheide heette; een heidegebied ten westen van buurdorp Surhuisterveen. De bevolking woonde daar armoedig in eenvoudige plaggenhutten en leefde van het turfsteken. De vader en zoon werkten als landarbeiders, maar moesten 's winters bedelen om rond te komen.
Lammert Dalstra had een neef, Auke Freerks Dalstra, de 32-jarige zoon van een oudere broer. Deze neef was in 1861 samen met zijn vader veroordeeld voor diefstal van een koe. Zijn vader had vijf jaar vastgezeten en Auke zes jaar; hij kwam in april 1867 vrij en woonde daarna in Houtigehage met zijn moeder in een armoedige plaggenhut.

## Moord

### Voorbereiding
In het najaar van 1867, het jaar dat neef Auke vrijgekomen was, besloten de Dalstra's het bejaarde echtpaar te gaan beroven. Zoon Marcus had een aantal jaren ervoor bij de buurman van het echtpaar Hiddema als knecht gewoond. Hij had toen ook wel op de boerderij van het echtpaar gewerkt en kende de boerderij dus goed. Algemeen was bekend dat het echtpaar bemiddeld was. Het kinderloze echtpaar woonde alleen en had geen knecht of meid.
Het plan was om te doen alsof ze een koe wilden kopen om binnen te komen. Eenmaal binnen zouden ze het echtpaar vermoorden en beroven.

### Daad
Maandagavond 25 november 1867, met nieuwe maan en dus een donkere avond, liepen de drie mannen naar de boerderij van het bejaarde echtpaar in Nijega. Onderweg spraken ze af dat als de vader het licht dat hij droeg zou uitblazen, dat de zoon en neef dan tegelijkertijd de man en vrouw zouden wurgen.
Onderweg kwamen ze op de Hegewei, een kwartier gaans van het huis van het echtpaar Hiddema, een man tegen die hun goedenavond zei. De vader zei na het voorbijgaan tegen de zoon en neef: 'wat is die hier laat'. De stamelende en wat zware stem van de vader werd herkend door de groetende man, die afkomstig was uit Surhuisterveenseheide.
Bij Hiddema aangekomen vroeg de neef zoals afgesproken of hij een koe kon missen. Hiddema antwoordde bevestigend waarop het bejaarde echtpaar en de drie Dalstra's in de stal naar de koe gingen kijken. Toen de vader en zoon na de koop met de vrouw weer naar buiten liepen, bleef neef Auke met de man in de stal praten. De vader liep met een licht voorop, gevolgd door de vrouw van Hiddema en daarachter de zoon. De vader blies zijn lamp uit en zoals afgesproken vielen de anderen tegelijkertijd de vrouw en de man aan.
Nadat Hiddema en zijn vrouw gewurgd waren, gingen de Dalstra's terug de boerderij in en ontvreemdden een gouden oorijzer, zilveren horloges en scharen, geld, lappen stof en kledingstukken. De neef pakte het goud en zilver in een rode doek en stak ook een broodmes van de tafel in zijn zak. De zoon nam nog een stuk spek mee uit de voorraadkast. Hierna liepen de heren terug naar het huis van de neef.
Een echtpaar uit Surhuisterveenseheide dat 's nachts onderweg was naar Heerenveen, zag bij het huis van de neef dat de Dalstra's over de hei hun richting kwamen oplopen. Uit angst voor dronken mannen verborgen de man en vrouw zich in een greppel. Ze zagen toen dat de mannen het huis van de neef binnengingen en doeken voor de twee raampjes van de hut hingen. Nieuwsgierig geworden, gluurde de vrouw door de raampjes en herkende toen de vader, zoon en neef, die ze alle drie goed kende. Ze zag hoe het goud op de tafel werd gelegd en hoorde de neef zeggen: 'de oude duvel was taai en mijn arm doet nog zeer.' Het echtpaar hield echter de mond over dit voorval, omdat de man voor zijn werk dikwijls 's nachts vroeg over de heide moest. Hij was bang dat de Dalstra's hem iets zouden aandoen als ze erover zouden praten.

### Buit
In het huis van de neef verdeelden de Dalstra's de buit. De neef hield een horloge en een schaar; de rest van het goud en zilver namen de vader en zoon mee. Ze begroeven de bundel goud en zilver eerst bij het huis van de vader. In het najaar van 1869 zou het uiteindelijk door de zoon worden weggegooid in de wijk bij zijn vader. De neef liet van een stuk vijfschacht door zijn moeder een onderbaadje maken. Het broodmes dat hij van de tafel had gegrist, had een kenmerkend benen heft met de spreuk 'op kool en worst volgt grote dorst'. Een rood gebloemd doekje gaf hij aan zijn moeder. Hij hield ook een duffels kamizool, dat Hiddema zondags droeg, en een zwarte everlasten lange broek met brede klep.
De zoon liet van een ander stuk vijfschacht bij een naaister ook een onderbaadje maken. Bij het betalen zag de naaister dat de anders zo armoedige arbeider 50 gulden bij zich had. Het gemaakte onderbaadje zou hij blijven dragen tot dit hem in 1870 door een cipier in de gevangenis werd uitgetrokken. Van het stuk katoen maakte zijn moeder een beddenlaken. Het stuk spek aten de vader, moeder en zoon samen op.

## Onderzoek
De volgende dag werd de moord ontdekt door iemand die bij het echtpaar op bezoek kwam. De erbij gehaalde politie vond geen sporen van braak en de lijken en hun kleding vertoonden weinig geweldsporen. De lijken werden voor sectie overgebracht naar het algemeen armenhuis te Drachten. Daar werd duidelijk dat het echtpaar door wurging om het leven was gebracht.
Na het plegen van de moord waren er verschillende vermoedens over de daders, maar deze bleken bij nader onderzoek geheel ongegrond. Twee veldwachters ondervroegen op 1 december 1867 ook de vader en de zoon. Ze beweerden dat zij thuis waren ten tijde van de moord en dat ze geen omgang met hun neef hadden.
Er werd een beloning van 200 gulden uitgeloofd voor tips in het onderzoek naar de moord, maar resultaat bleef uit. Voor het gerechtshof zouden later wel mensen getuigen dat de Dalstra's in de winter na de moord geen armoede leden zoals daarvoor, en dat ze alles konden betalen zonder te borgen.

### Onderpand
In de wintertijd van 1869 beleende de nieuwe vriendin van de neef verschillende voorwerpen die bij de moord waren geroofd bij een winkelier in Drachtstercompagnie. Vanwege zijn nieuwe relatie zette de neef zijn moeder uit het huis, waarop ze geruchten verspreidde dat hij de moord had gepleegd. De winkelier hoorde deze geruchten en vertelde aan anderen dat arbeiders zoals de neef gewoonlijk niet in het bezit waren van onderbaadjes en everlasten broeken.
Op 31 maart 1869 werden de spullen die de vriendin van de neef beleend had in beslag genomen door de politie. De politie ondervroeg de neef erover, maar hij ontkende dat het zijn spullen waren.
Van maart tot mei 1869 werkte de neef bij een boer te Rottevalle. De neef trachtte hem te overtuigen om hem een alibi voor de avond van de moord te geven, maar de boer moest daar niets van weten.
Op een avond in oktober 1869 ging de neef naar de winkelier om de beleende spullen terug te krijgen. De winkelier weigerde, tenzij hij eerst het geld terug ontving. De neef zei dat de winkelier dat sowieso niet kon omdat hij de spullen aan de politie had gegeven en dat het de winkelier zou opbreken. Daarna ging hij boos weg. Op 2 december kreeg de winkelier de spullen terug, maar de neef kwam ze niet meer terugkopen.

### Nieuw onderzoek
In juni 1870 gaven de steeds zwaardere vermoedens aanleiding tot een hernieuwd onderzoek in het huis van de neef. Drie veldwachters troffen alleen zijn vriendin in de hut. Ze liet een broodmes zien met een zelfgemaakt heft. Na verder zoeken werd in een klerenkist het bijbehorende benen heft met spreuk gevonden.
De vrouw die na de moord de Dalstra's in het huis van de neef had gezien, kreeg gewetenswroeging en vertelde in juli 1870 – ongeveer twee jaar na de dood van haar man – aan de broer van de vermoorde vrouw wat ze die nacht had gezien.
Dit leidde ertoe dat op 16 augustus 1870 huiszoekingen werden verricht. In de hut van de neef werd een geweer, twee pistolen en een lommerdbriefje gevonden. In het armhuis werd bij de moeder van de neef het rood gebloemd doekje in beslag genomen. Met het gevonden lommerdbriefje werd bij de bank van lening te Drachten het duffels kamizool in beslag genomen.
De vader, zoon en neef werden ditmaal door de rechter-commissaris als getuige verhoord. De neef stelde nu dat de beleende spullen van hem waren, maar dat hij al lang in het bezit was van deze spullen. De kledingstukken werden echter herkend door verschillende mensen als zijnde van Hiddema. De vader en zoon beweerden weer dat ze thuis waren tijdens de moord en van de moord niets wisten.
Drie dagen later ging de vader echter uit eigen beweging naar de politie. Hij erkende nu dat zijn zoon en neef in zijn woning de moord hadden gepland en teruggekomen waren met de buit, maar hij ontkende bij de moord aanwezig te zijn geweest. Hierop werden de vader, zoon en neef vastgezet. Na enkele ondervragingen kwam de zoon uiteindelijk tot een volledige schuldbekentenis. De neef bleef ontkennen en de vader bleef de zoon en neef de schuld geven.

## Veroordeling en gratie

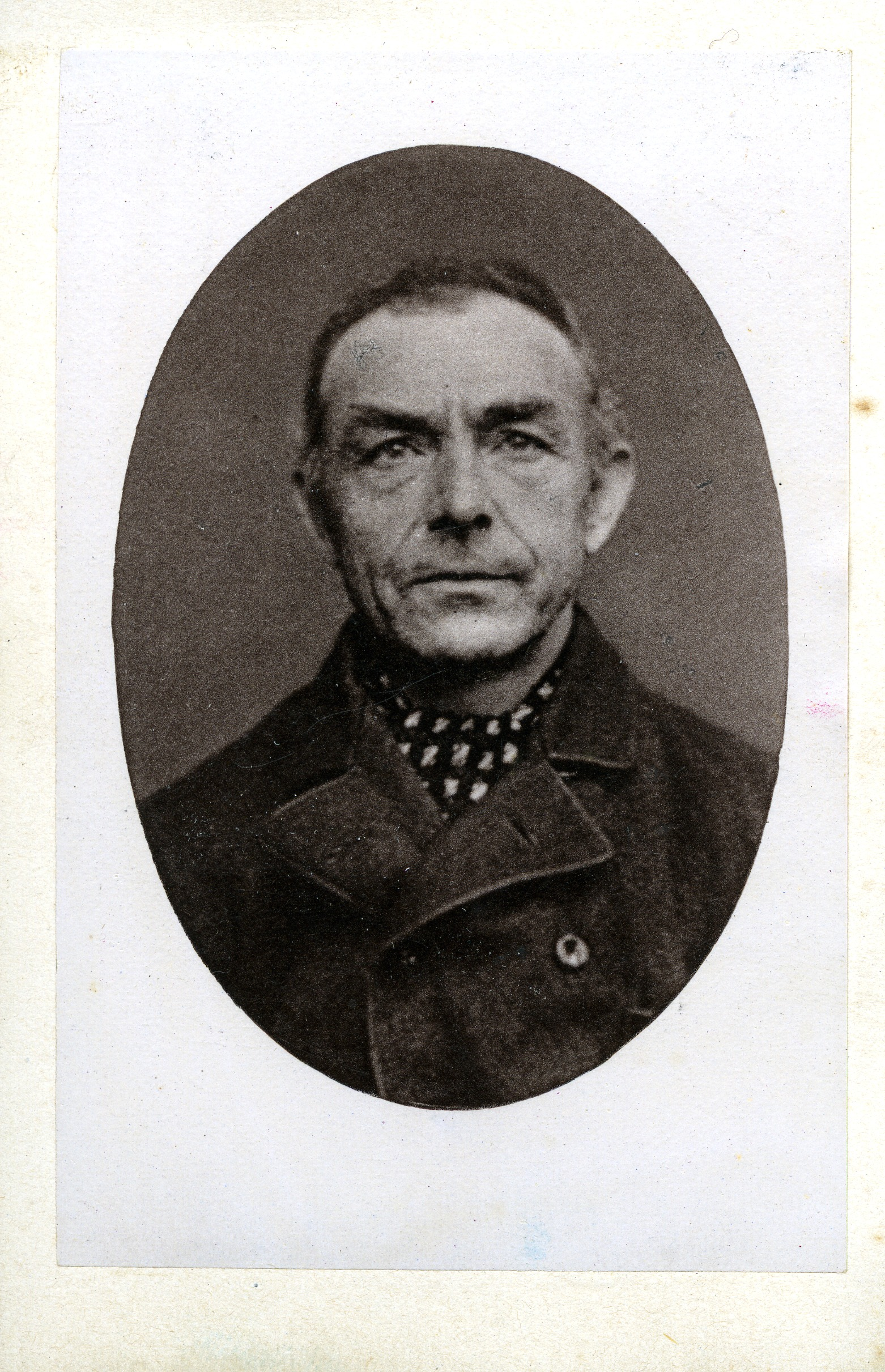
Marcus Lammerts Dalstra op 52-jarige leeftijd. Gevaarlijk geachte gevangenen die vrijkwamen, werden van 1882 tot 1897 gefotografeerd en kwamen in het geheim register van ontslagen gevangenen.

Voor het provinciaal gerechtshof in Friesland werden de Dalstra's op 8 maart 1871 als eerste Nederlanders tot de levenslange gevangenisstraf veroordeeld. Deze straf was op 17 september 1870 ingevoerd en was ook van toepassing op misdrijven die daarvóór waren gepleegd.

Het gerechtshof formuleerde het als volgt:
"Condemneert de schuldig verklaarden [..] alle drie tot een confinement in een huis van reclusie en tuchtiging, ieder voor den tijd van zijn leven lang, om aldaar door zijn arbeid zijn onderhoud te gewinnen."
De vader en neef gingen nog in cassatie tegen het vonnis, maar dat werd door de Hoge Raad afgewezen. De Dalstra's zaten hun straf uit in de gevangenis van Leeuwarden.
Vader Lammert overleed in 1885 op 77-jarige leeftijd in de gevangenis. Zoon Marcus kreeg in 1892 gratie van koningin-regentes Emma, zijn straf werd omgezet in een gevangenisstraf van 25 jaar en hij kwam in 1894 op 52-jarige leeftijd vrij. In 1895 liet zijn vrouw zich van hem scheiden. Hij overleed in 1911. Ook Auke, de neef, kreeg gratie, maar hij kwam pas in 1906 op 71-jarige leeftijd vrij na 35 jaar gevangenisstraf. Hij overleed in 1919 in het armhuis in Drachten.